# Мориен
Мориен (на френски: Maurienne), Мориана (на италиански: Moriana, по-рано също Morienna, Mauriana или Muriana) е френска междуалпийска долина и природен регион, образувана от реката Арк. Намира се във френския департамент Савоа, регион Оверн-Рона-Алпи.
Тя съответства на една от шестте исторически провинции на Савоя, която е била пагус (pagus Maurianensis), а по-нататък част от Графство Мориен, част от Савойското графство, преди да стане една от административните провинции на Савойското херцогство (1723 –1860).
Съвпада с окръг Сен Жан дьо Мориен (Saint-Jean-de-Maurienne), административно деление на департамент Савоа.

## География
Територията съвпада с една от големите напречни долини на Алпите – тази на река Арк. Арк води началото си от масива Леван (Levanne) и е приток на река Изер, към която се присъединява след полукръгов курс от около 130 км. Долината тръгва от село л'Еко (l'Écot) в община Бонвал сюр Арк на малко разстояние от хълма Изеран (Col d’Iseran) и завършва в градчето Етон.
Частта от долината нагоре над градчето Модан се нарича От Мориен (на френски: Haute-Maurienne, букв. Горна Мориен).

### Алпийски хълмове
От долината започват няколко алпийски хълма:
- Кол дьо л'Изран (Col de l'Iseran) в посока Тарантез
- Кол дьо ла Мадлен (Col de la Madeleine) в посока Тарантез
- Коле ди Монченизио (Colle di Moncenisio) в посока Италия
- Кол дю Телеграф (Col du Télégraphe) в посока Бриансон
- Кол дю Галибие (Col du Galibier) в посока Бриансон
- Кол дьо ла Кроа дьо Фер (Col de la Croix de Fer) в посока Гренобъл
- Кол дю Гландон (Col du Glandon) в посока Гренобъл.

### Странични долини
- Валè д'Аверол (Vallée d'Avérole)
- Валè д'Амбен (Vallée d'Ambin)
- Валоар (Valloire)
- Валè д'Арв (Vallée d'Arves)
- Валè де Вилард (Vallée des Villards)
- Валè дю Рибон (Vallée du Ribon)
- Валè дю Бюжон (Vallée du Bugeon)

## История
Подчинена първо на епископството на Торино, а след това – на този на Виен по време на господството на франките, Мориен става графство на Савоя и част от едноименния регион: Хумберт I Савойски носи титлата „Граф на Мориен“. Преминаването от Мориен във Вал ди Суза преди построяването на ЖП линията Торино-Париж е ставало главно през прохода Монченизио/Мон Сени (чийто стръмен и криволичещ път е значително подобрен по заповед на Наполеон I Бонапарт в периода 1803 – 1811 г.). Използвани са обаче и проходите на Кол дьо ла Ру/Коле дела Ро (на фр. Col de la Roue, на итал. Colle della Rho) и Коле дел Фре(ж)юс (Colle del Fréjus), които я свързват с градчето Бардонекия, откъдето се спуска към Суза през градчето Улкс. Френският крал Франсоа I отнема Мориен от Карл III Савойски през 1536 г., но с Мира от Като Камбрези (3 април 1559 г.) тя е върната на херцог Емануил Филиберт Савойски. Долината е взета отново от Савоя (Кралство Сардиния) с анексирането на Савоя към Франция, постановено на Виенския конгрес на 27 ноември 1792 г. Тя е окончателно присъединена към Франция с преминаването на Савоя (и Ница) към Франция след Втората война за независимост на Италия вследствие на споразуменията между Камило Бенсо – граф на Кавур и Наполеон III (1860).

## Основни градове
Главният град на Мориен е Сен Жан дьо Мориен, намиращ се на мястото на сливане на реките Арк и Арван. Други градове са Модан и Егбел, който бележи края на долината. В долината има множество ски курорти.

## Връзки с Италия
От Италия до Мориен се стига от градчето Суза през прохода Мон Сени, влизайки във Вал Чениския и изкачвайки се по нея нагоре, след което се завива към прохода (SS 25) или изкачвайки се по долината на река Дора Рипария до градчето Улкс (SS 24) и след това по разклонението ѝ Дора ди Бардонекия (SS 535) чак до градчето Бардонекия (или през автомагистрала А32 Торино – Бардонекия) и след това до пътния тунел Фрежюс (Fréjus) (открит през 1980 г.). Освен това Мориен е свързана с Вал ди Суза чрез ЖП линията Рим – Торино – Париж, която преминава през железопътния тунел Фрежюс (открит през 1871 г.).

## Алпийски хижи
За улесняване на високопланински туризъм и достъпа до върховете на долината има няколко алпийски хижи :
- Амбин (Refuge d'Ambin) – 2270 м
- Аверол (Refuge d'Avérole) – 2210 м
- Каро (Refuge de Carros) – 2,760 м
- Кол дьо ла Ваноаз (Col de la Vanoise) – 2,515 м
- Ла Дан Параше (Refuge de la Dent Parrachée) – 2,511 м
- Евет (Refuge des Evettes) – 2,590 м